# Mirabel-et-Blacons
Mirabel-et-Blacons é uma comuna francesa na região administrativa de Auvérnia-Ródano-Alpes, no departamento de Drôme. Estende-se por uma área de 17,48 km². Em 2010 a comuna tinha 1 162 habitantes (densidade: 66,5 hab./km²).